# Філіс Сміт
Філіс Сміт  (англ. Phylis Smith, 29 вересня 1965) — британська легкоатлетка, олімпійська медалістка.

## Виступи на Олімпіадах
| Олімпіада      | Дисципліна              | Місце     |
| -------------- | ----------------------- | --------- |
| Барселона 1992 | біг на 400 метрів       | 8         |
| Барселона 1992 | естафета 4 x 400 метрів | 3         |
| Атланта 1996   | біг на 400 метрів       | 6 h4 r2/4 |
| Атланта 1996   | естафета 4 x 400 метрів | 4 h1 r1/2 |